# R136a1
Désignations
R136a1 est une étoile de type Wolf-Rayet située dans l'amas stellaire R136. En date de 2018, elle est considérée comme l'étoile la plus massive et la plus lumineuse connue de l'univers observable.
Avec une masse d'environ 170 à 230 masses solaires (notation 170 à 230 M☉), elle serait l'étoile la plus massive jamais observée. Avant cette découverte, les astrophysiciens pensaient que la masse stellaire maximum était 150 M☉.
Comparativement au Soleil, R136a1 serait entre 28,8 et 35,4 fois plus grande (diamètre estimé à environ 44 089 600 km contre 1 392 000 km), plusieurs millions de fois plus lumineuse et avec une température à sa photosphère (surface qui produit le rayonnement de l'étoile) dix fois plus élevée (56 000 K contre 5 778 K pour notre étoile).
C'est un membre de R136, un amas stellaire situé à environ 163 000 années-lumière dans la constellation de la Dorade, à proximité du centre de la nébuleuse de la Tarentule, dans le Grand Nuage de Magellan. La masse de l'étoile a été déterminée par une équipe d'astronomes dirigés par Paul Crowther en 2010.
Le télescope Gemini Sud au Chili a fait une nouvelle observation de la zone concernée avec d’autres techniques encore plus précises que celles utilisées par le télescope spatial Hubble (notamment en prenant des milliers de photos toutes les 60 millisecondes pendant plusieurs jours et en les compilant), et a obtenu une nouvelle estimation établissant la masse de l’étoile entre 170 et 230 masses solaires.

## Découverte

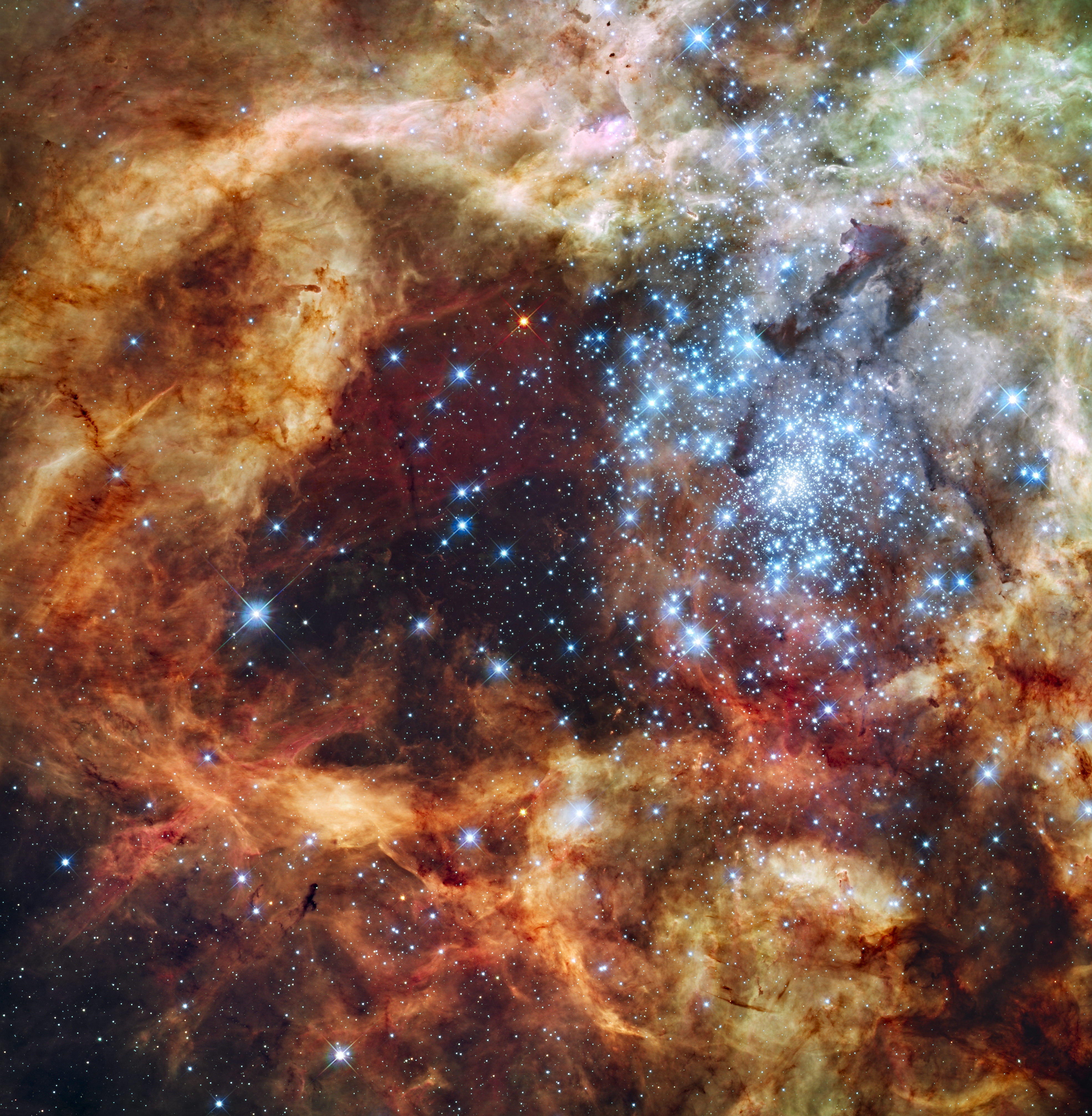
L'amas R136a dans le Grand Nuage de Magellan.

Les nouvelles de la découverte de l'étoile ont été publiées par une équipe d'astronomes britanniques menés par Paul Crowther, professeur d'astrophysique à l'université de Sheffield, a utilisé le Very Large Telescope (VLT) au Chili, pour étudier deux groupes d'étoiles, NGC 3603 et R136a. La nature de R136a était sujet à controverse, deux possibilités étant envisagées : un objet supermassif de 5 000 à 8 000 masses solaires ou un amas d'étoiles dense.
En 1979, le télescope de 3,6 m de l'ESO a été utilisé pour séparer R136 en trois parties : R136a, R136b et R136c. La nature exacte de R136a n'était pas claire et faisait l'objet de discussions. En 1985, un groupe de chercheurs avait déterminé qu'il s'agissait de la seconde possibilité (un amas d'étoiles composé d'au moins 20 étoiles) par une technique numérique d'Interférométrie des tavelures. L'équipe de Paul Crowther a complété cette découverte en identifiant plusieurs étoiles avec des températures superficielles avoisinant les 53 000 K et quatre étoiles pesant de 200 à 315 masses solaires dans cet amas.
En 1985, Weigelt et Beier ont démontré pour la première fois que R136a était un groupe d'étoiles. En utilisant la technique d'interférométrie de speckle, il a été montré que le groupe était constitué de huit étoiles à 1 arcseconde au centre du groupe, R136a1 étant la plus brillante.
R136a1 a environ 28 fois le rayon du Soleil (28 R☉ / 21 000 000 km / 1⁄7 UA), ce qui correspond à un volume de 27 000 Soleils. Ses dimensions sont bien plus petites que celles des étoiles les plus grandes : les supergéantes rouges mesurant plusieurs milliers de rayons solaires R☉, soit des dizaines de fois plus grandes que R136a1. Malgré sa masse importante et ses dimensions modestes, R136a1 a une densité moyenne d’environ 1 % de celle du soleil, environ 14 kg/m3, elle est seulement 10 fois plus dense que l'atmosphère terrestre au niveau de la mer.

## Caractéristiques physiques

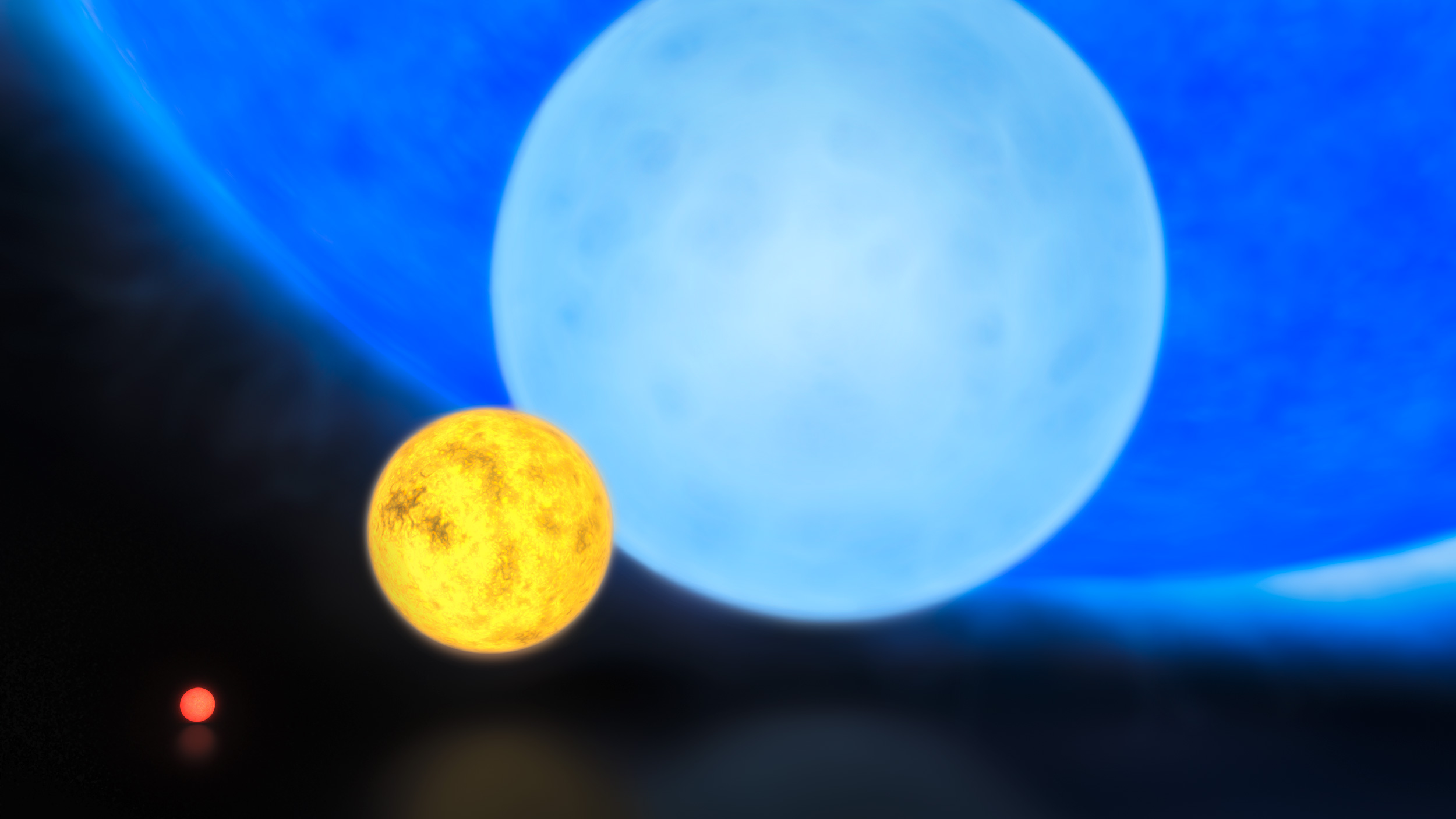
De gauche à droite : une naine rouge, le Soleil, une naine bleue et la supergéante bleue R136a1. R136a1 n'est pas la plus grande étoile connue en termes de volume, ce titre appartient à Stephenson 2-18.

R136a1 est une étoile Wolf-Rayet. Comme d'autres étoiles qui sont près de la limite d'Eddington, elle a perdu une grande partie de sa masse initiale par un vent stellaire continu. Il est évalué que, à sa naissance, l'étoile faisait 380 masses solaires et a perdu environ 50 masses solaires M☉ au cours du million d'années suivant. De par sa température très élevée, elle paraît bleue-violette. Avec une luminosité d'environ 8 710 000 luminosités solaires L☉, R136a1 est l’étoile la plus lumineuse connue, émettant plus d’énergie en quatre secondes que le Soleil en une année. Si elle remplaçait le Soleil dans le système solaire, elle éclipserait le Soleil 94 000 fois et apparaîtrait de la Terre à une magnitude de −39.
R136a1 est une étoile WN5h à haute luminosité, la plaçant dans le coin supérieur gauche du diagramme de Hertzsprung-Russell. Une étoile Wolf-Rayet se distingue par les raies d'émission fortes et larges de son spectre.
Sa luminosité à la distance de l'étoile la plus proche de la Terre, Proxima Centauri, serait à peu près la même que celle de la Pleine lune. La température effective d'une étoile peut être trouvée à partir de sa couleur. On trouve des températures de 53 000 à 56 000 K en utilisant différents modèles atmosphériques. Sa vitesse de rotation ne peut pas être mesurée directement car la photosphère est masquée par un vent stellaire dense. Une raie d’émission NV à 2,1 µm est produite relativement au vent et peut être utilisée pour estimer la rotation.

Les étoiles dont la masse est comprise entre 8 et 150 masses solaires finissent leurs « vies » en supernova, devenant des étoiles à neutrons ou des trous noirs. Ayant établi l'existence d'étoiles entre 150 et 315 masses solaires, les astronomes soupçonnent qu'une telle étoile deviendra, à sa mort, une hypernova, une explosion stellaire avec une énergie totale de plus de 100 supernovas. 

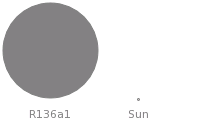
Comparaison de la taille de R136a1 et celle du Soleil.

Une telle étoile peut également mourir prématurément comme une supernova à instabilité de paire bien avant que son cœur ne s'effondre naturellement par manque de carburant. Dans les étoiles de plus de 140 masses solaires, les hautes pressions et la lenteur de l'évacuation de l'énergie à travers les couches épaisses accélèrent la nucléosynthèse stellaire. De tels cœurs s'enrichissent en oxygène et deviennent assez chauds pour émettre beaucoup de rayon gamma de plus de 1,022 MeV. Ces rayons gamma sont suffisamment énergétiques pour produire des paires de positron/électron, une production favorisée par l’oxygène. Le positron s'annihile avec un électron pour donner deux photons gamma de 0,511 MeV plus l'énergie cinétique de la paire annihilée. Ces productions et annihilations de paires ralentissent l'évacuation de l'énergie, réchauffent le cœur et accélèrent la nucléosynthèse. Les réactions s'emballent jusqu’à l’explosion. Si R136a1 subit une telle explosion, elle échouera à laisser un trou noir et au lieu de cela la douzaine de masses solaires de nickel 56 produites dans son cœur seraient dispersées dans le milieu interstellaire. Le nickel 56, par radioactivité β, chauffera et illuminera fortement le rémanent de supernova durant quelques mois en devenant du fer 56.

## Alentours

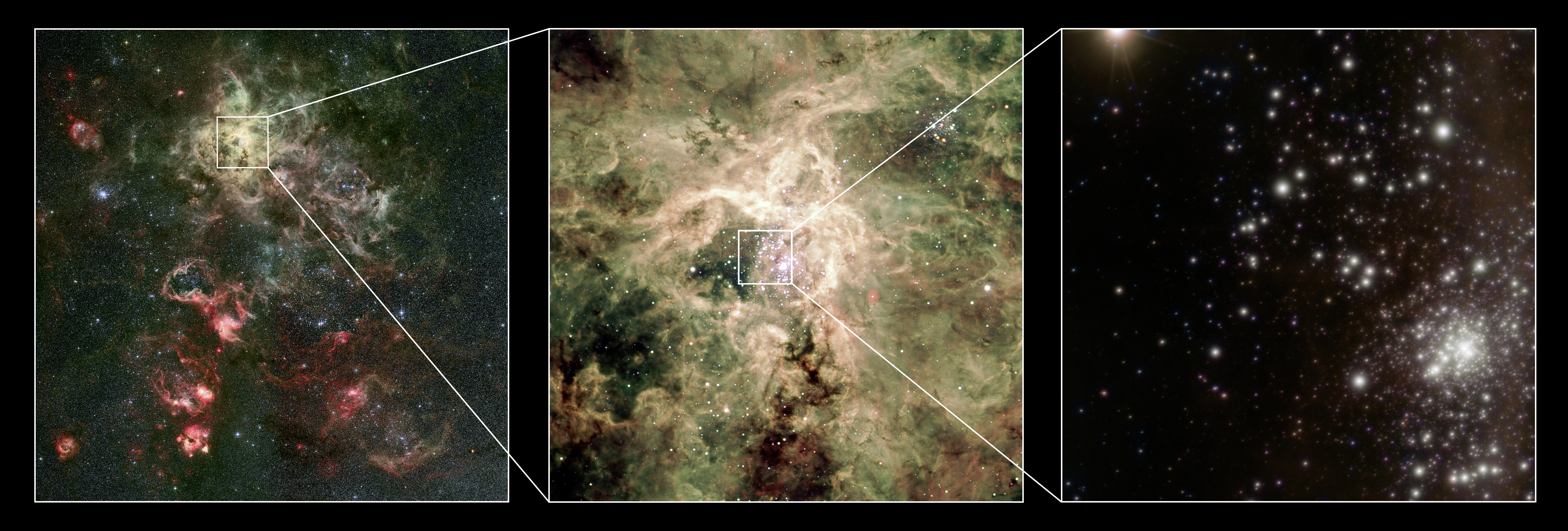
Zoom sur la nébuleuse de la Tarentule, puis sur l'amas R136 où l'on peut voir R136a1, R136a2 et R136a3 en bas à droite.

La distance de R136a1 ne peut pas être déterminée directement, mais est supposée être à la même distance que le Grand Nuage de Magellan, à environ 50 kpc (∼163 000 al).
Le système R136a au cœur de R136 est un groupe dense d'étoiles lumineuses contenant au moins 12 étoiles, les plus importantes étant les étoiles R136a1, R136a2 et R136a3, qui sont toutes des étoiles WN5h extrêmement lumineuses et massives. R136a1 est séparé de R136a2, la deuxième étoile la plus brillante du groupe, par 5 000 UA. C'est donc un système binaire. Pour une étoile aussi lointaine, R136a1 est relativement dégagée de la poussière interstellaire. Pour l'instant, aucune planète n'a été découverte près de ces étoiles.
L'amas R136 se situe dans la nébuleuse de la Tarentule, la plus grosse nébuleuse connue.
Pour percevoir le contour de cette étoile depuis la Terre, il faut un bon grossissement télescopique car elle se situe dans le bord d'une galaxie voisine très dispersée, qui a de nombreuses grandes nébuleuses à formation d'étoiles très active, le Grand Nuage de Magellan.

## Évolution

### Formation
Les modèles de formation d'étoiles par accrétion à partir de nuages moléculaires prédisent une limite supérieure à la masse qu'une étoile peut atteindre avant que son rayonnement ne prévienne une nouvelle accumulation. R136a1 dépasse clairement toutes ces limites, ce qui a conduit à la mise au point de nouveaux modèles d’accrétion à une étoile éliminant potentiellement la limite supérieure et au potentiel de formation d’étoiles massives résultant de fusions d’étoiles.
En tant qu'étoile unique formée par accrétion, les propriétés d'une étoile aussi massive sont encore incertaines. Les spectres synthétiques indiquent qu’il n’aurait jamais de classe de luminosité de séquence principale (V), ni même un spectre de type O normal. La forte luminosité, la proximité de la limite d'Eddington et le vent stellaire puissant, donnent un spectre WNh dès que R136a1 est devenue visible en tant qu'étoile. L'hélium et l'azote se mélangent rapidement à la surface en raison du grand noyau convectif et de la perte de masse importante. Leur présence dans le vent stellaire crée le spectre d'émission caractéristique de Wolf Rayet. R136a1 aurait été légèrement plus froide que certaines étoiles de la séquence principale moins massives. Au cours de la combustion de l’hydrogène dans le cœur, la fraction d’hélium dans le cœur augmente et la pression et la température du cœur augmentent.
Cela entraîne une augmentation de la luminosité, de sorte que R136a1 est un peu plus lumineuse maintenant que lors de sa formation initiale. La température diminue légèrement, mais les couches externes de l'étoile se sont gonflées, entraînant une perte de masse encore plus importante.

### Futur

Résidus d'une supernova en fonction de la masse initiale et de la métallicité d'une étoile.

R136a1 est actuellement en train de fusionner l'hydrogène en hélium. Malgré son apparence spectrale Wolf-Rayet, c'est une très jeune étoile ; les astronomes estiment son âge à environ 300 000 ans. Le spectre d'émission est créé par un vent stellaire dense causé par l'extrême luminosité, les niveaux élevés d'hélium et d'azote étant mélangés du noyau à la surface par forte convection. C'est donc une étoile de la séquence principale. D'autres modèles prédisent qu'un noyau aussi volumineux produira de très grandes quantités de nickel 56, alimentant une hypernova.
Toute étoile produisant un noyau carbone – oxygène (C – O) plus massif que le maximum pour une naine blanche (environ 1,4 masse solaire) subira inévitablement l'effondrement du noyau. Cela se produit généralement lorsqu'un noyau de fer a été produit et que la fusion ne peut plus produire l'énergie requise pour empêcher l'effondrement du noyau, bien que cela puisse se produire dans d'autres circonstances.
L'effondrement du noyau de fer peut produire une supernova et parfois une explosion de rayon gamma. Le type de toute explosion de supernova sera de type I car l'étoile n'a pas d'hydrogène, de type Ic car elle n'a presque pas d'hélium. Des noyaux de fer particulièrement massifs peuvent faire s'effondrer l'étoile entière dans un trou noir sans explosion visible, ou une supernova sous-lumineuse lorsque le 56Ni radioactif retombe sur le trou noir.
Le reste d'une supernova d'effondrement de noyau de type Ic est soit une étoile à neutrons, soit un trou noir. R136a1 a un noyau de loin supérieur à la masse maximale d’une étoile à neutrons ; un trou noir est donc inévitable.